# Wiersdorf (Heeslingen)
Wiersdorf (plattdeutsch Wiersdörp) ist eine Ortschaft im niedersächsischen Landkreis Rotenburg (Wümme) und ist seit dem 1. März 1974 Bestandteil der Gemeinde Heeslingen. Zur Ortschaft gehören auch die beiden kleineren Ansiedlungen Adiek und Ahof, die östlich von Wiersdorf liegen.

## Geographie
Wiersdorf, Adiek und Ahof liegen etwa 2,5 km südlich vom Kernort Heeslingen auf der Stader Geest. Etwa 1500 m nördlich von Wiersdorf fließt die Oste entlang.

### Nachbarorte
Nachbarorte sind Heeslingen im Norden, Osterheeslingen im Nordosten, Weertzen und Freyersen im Osten, Rüspel und Frankenbostel im Südosten, Wistedt im Süden, Aspe im Südwesten, Zeven im Westen sowie Brauel und Offensen im Nordwesten.

## Geschichte
Wiersdorf wurde am 17. März 986 als Uidgeresthorp erstmals urkundlich erwähnt in einer Urkunde von König Otto III., in der das Verhältnis zwischen dem Kloster Heeslingen und dem Erzbistum Bremen geregelt wird.
Im Ersten Weltkrieg fielen elf Soldaten aus Wiersdorf oder werden vermisst und im Zweiten Weltkrieg waren es 18.

### Verwaltungsgeschichte
Vor 1885 gehörte Wiersdorf der Börde Heeslingen im Amt Zeven an.
In der Franzosenzeit gehörte Wiersdorf von 1810 bis 1814 zur Mairie Zeven im Kanton Zeven. Die Gegend gehörte in dieser Zeit 1810 zum Königreich Westphalen und anschließend von 1811 bis 1814 direkt zum Französischen Kaiserreich unter Napoleon. Nach 1814 kehrte der alte Stand wieder ein.
Nach 1885 lag Wiersdorf im Kreis Zeven, der 1932 im Landkreis Bremervörde aufging. Dieser fusionierte 1977 mit dem alten Landkreis Rotenburg (Wümme) zum heute noch bestehenden Landkreis Rotenburg (Wümme). Am 1. März 1974 wurde Wiersdorf in die Gemeinde Heeslingen eingegliedert.

### Einwohnerentwicklung
| Jahr             | Einwohner           |
| ---------------- | ------------------- |
| 1824             | 10 Feuerstellen     |
| 1848             | 89 Leute, 16 Häuser |
| 1. Dezember 1910 | 157                 |

## Religion
Wiersdorf ist evangelisch lutherisch geprägt und gehört zum Kirchspiel der Kirche St. Vitus in Heeslingen. Die Christ-König-Kirche in Zeven (Kirchengemeinde Corpus Christi, Rotenburg) ist die zuständige katholische Kirche.

## Politik

### Ortsbeauftragter
Ortsbeauftragter ist Christian Klindworth.

## Kultur und Sehenswürdigkeiten
- Freiwillige Feuerwehr

Wiersdorf hat eine eigene Kita, die 1972 gegründet wurde.

## Wirtschaft und Infrastruktur

### Verkehr
Durch Wiersdorf verläuft die Landesstraße 142, die im Osten über Weertzen nach Sittensen und im Westen über die Landesstraße 124 nach Zeven zur Bundesstraße 71 führt. Im Norden schafft die Kreisstraße 110 eine Verbindung zum Kernort Heeslingen. Des Weiteren führt eine Nebenstraße nach Aspe.
Der nächste Bahnhof liegt 23 km entfernt in Scheeßel an der Bahnstrecke Bremen–Hamburg.